# Estratopedarca
Estratopedarca (em grego: στρατοπεδάρχης; romaniz.: Stratopedarchēs; "mestre do campo") era um termo grego aplicado aos altos comandantes militares do século I a.C., que posteriormente tornou-se um ofício próprio e mais tarde um título honorário durante o Império Bizantino.

## História

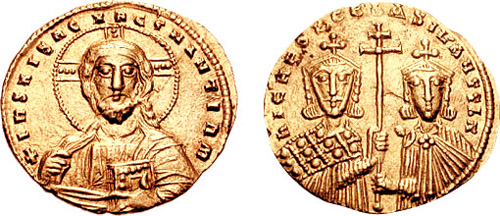
Histameno de r. e r.

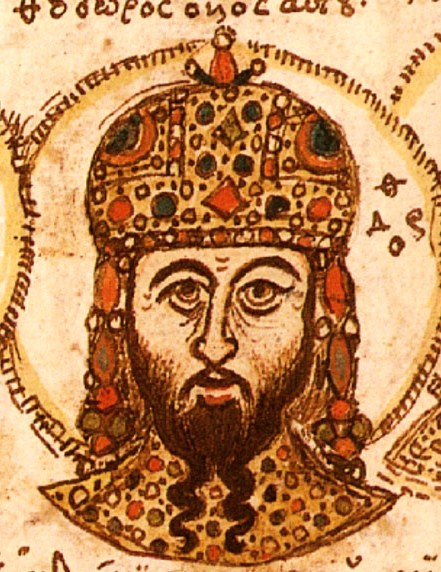
Iluminura de r.

O termo apareceu pela primeira vez no século I a.C. no Oriente Próximo helenístico. Sua origem é incerta, mas ele é usado como uma tradução, em algumas inscrições, para o contemporâneo posto legionário de prefeito do acampamento. De qualquer forma, a partir do século I d.C., era utilizado (embora raramente) em um sentido mais amplo como um termo literário para referir-se a generais, ou seja, como sinônimo do antigo título de estratego. Assim, na Bíblia (Atos 28:16) é usado para o prefeito pretoriano, o comandante do campo e guarnição da guarda pretoriana em Roma, enquanto que no século IV, o historiador Eusébio escreve dos "estratopedarcas, quem os romanos chamam duque".
No período bizantino médio (séculos IX-XII), o termo estratopedo (stratopedon) passou a significar mais o exército em campanha, ao invés de seu sentido próprio de acampamento, daí o termo estratopedarca foi usado mais no sentido de "comandante-em-chefe". O termo adquiriu um significado técnico em 967, quando o imperador Nicéforo II Focas (r. 963–969) nomeou o eunuco Pedro Focas como estratopedarca antes de enviá-lo com um exército para a Cilícia. O Escorial Taktikon, escrito alguns anos depois, mostra a existência de dois estratopedarcas, um no Ocidente (Bálcãs) e um no Oriente (Anatólia). Este arranjo paralelo de dois domésticos das escolas, fato que Nicolas Oikonomides sugere que o ofício foi criado como um substituto do último ofício, era impedido para eunucos. Durante os séculos XI e XII, este arranjo preciso não estava mais em evidência; em vez disso, o estratopedarca era um dos títulos oficiais dos comandantes-em-chefe do exército bizantino, e é amplamente atestado em selos.
O título "grande estratopedarca" (megas stratopedarchēs foi instituído por volta de 1255 pelo imperador Teodoro II Láscaris (r. 1254–1258) para seu ministro-chefe e confidente Jorge Muzalon. O livro Dos Ofícios de Jorge Codino coloca o grande estratopedarca como o sétimo oficial sênio do estado abaixo do imperador bizantino, classificando-o entre o protoestrator e grande primicério. Codino afirma que ele foi encarregado do aprovisionamento do exército, e coloca quatro estratopedarcas subordinados sob seu comando: os monocábalos (em grego: μονοκάβαλλοι; romaniz.: monokaballoi; "cavaleiros únicos"), uma unidade de cavalaria; o tzangrátora (em grego: τζαγγράτορες; "homem-besta"); o tzácona (em grego: τζάκωνες; romaniz.: tzakōnes), um posto de guarda do palácio originalmente exercido pela infantaria naval; e os murtatos (em grego: μουρτάτοι; romaniz.: mourtatoi), que Codino apresenta como guardas do palácio, mas cuja verdadeira natureza permanece obscura. Na realidade, porém, no período paleólogo o [grande] estratopedarca era mais provável como um simples título cortesão, e não necessariamente um comandante militar.